# Grenzgröße
Die Grenzgröße oder Grenzhelligkeit {\displaystyle m_{\text{gr}}} ist ein Begriff aus der Beobachtenden Astronomie und beschreibt die momentane Durchsichtigkeit der Atmosphäre.
Sie wird in Magnituden („Sterngröße“, mag) angegeben und ist die scheinbare Helligkeit der schwächsten Sterne, die ein individueller Beobachter am Nachthimmel gerade noch wahrnehmen kann. Sie kann sich zwischen verschiedenen Beobachtern je nach deren Sehschärfe, Erfahrung und Alter bis etwa 1 mag unterscheiden.

## Grenzgröße fürs freie Auge
Beobachtet man freiäugig – also ohne optische oder technische Hilfsmittel – so wird die Grenzgröße des natürlichen, sternklaren Himmels angegeben. Sie hängt vor allem von den Wetter- und Klimabedingungen des Standortes ab, von seiner Lichtverschmutzung und vom Auge des Beobachters. Mindernde Einflüsse sind auch eventuelles Mondlicht, restliches Dämmerungs-Licht und ungenügende Adaptation des Auges an die Dunkelheit. Letztere ist nach etwa 10 Minuten großteils erreicht, vollständig nach 20–30 Minuten.
Alle folgenden Werte gelten für indirektes Sehen (etwas „Danebenschauen“); im direkten Blick ist die Grenzgröße um etwa 0,5 mag ungünstiger. Dagegen steigern besonders scharfe Augen die Grenzgröße um 0,5 bis 0,8 mag.
Auf freiem Land weit außerhalb von Städten beträgt die Grenzgröße
- in besonders klaren Wüsten- oder Gebirgsregionen 6 bis 7 mag (für Sichtbarkeits-Vergleiche von Meteoren (ZHR) wird deshalb 6,5 mag angenommen)
- in Europa durchschnittlich 5 bis 6 mag – d. h. Sterne 5. bis 6. Größe sind gerade noch sichtbar, was etwa 500 bis 2.000 Sterne bedeutet.

In Städten kann die Geschäfts- und Straßenbeleuchtung die Grenzgröße um bis zu 3 mag senken, die Luftverschmutzung (Dunstglocke) noch weiter:
- am Stadtrand und in Außenbezirken beträgt die Grenzgröße etwa 4 mag (je nach Sehschärfe 3,5 bis 4,7 mag)
- in sehr hell erleuchteten Großstädten kann die Grenzgröße auf 1–2 mag sinken, d. h. es sind im Extremfall nur noch die hellsten fünf bis zehn Sterne 1. Größe sichtbar.

## Grenzgröße im Fernrohr
Bei Benutzung eines Feldstechers oder eines astronomischen Fernrohrs verschiebt sich die Grenzgröße zu wesentlich schwächeren Sternen, und zwar theoretisch im Flächenverhältnis der Apertur (freien Öffnung) des Fernrohres zur Pupillengröße des Auges – vorausgesetzt, die Austrittspupille (der aus dem Okular austretende Lichtstrahl) ist nicht größer als die Pupille des Auges:
{\displaystyle {\frac {Q_{\text{v, mit}}}{Q_{\text{v, ohne}}}}={\frac {A_{\text{Obj}}}{A_{\text{Aug}}}}=\left({\frac {D_{\text{Obj}}}{D_{\text{Aug}}}}\right)^{2}}
mit
- der Lichtmenge {\displaystyle Q_{\mathrm {v} }} mit bzw. ohne Fernrohr
- der Aperturfläche bzw. Objektivfläche {\displaystyle A_{\text{Obj}}}
- der Pupillenfläche {\displaystyle A_{\text{Aug}}} des Auges
- der Apertur bzw. dem Objektivdurchmesser {\displaystyle D_{\text{Obj}}}
- dem Pupillendurchmesser {\displaystyle D_{\text{Aug}}} des Auges.

Zusätzlich ist noch der Lichtverlust innerhalb der Optik zu berücksichtigen, der meist mit etwa 20 Prozent veranschlagt wird; bei exzellenter Vergütung liegt er darunter.
Beispiel: Die im Dunkeln herrschende Pupillengröße liegt bei Kleinkindern (die wohl selten ein Fernrohr benützen) bei 8 mm, später bei 7 mm, und sinkt im Alter auf 5–6 mm. Ein Feldstecher 7×50 (d. h. 50 mm Objektiv-Durchmesser bzw. Apertur) hat gegenüber den 7 mm des Auges die 50-fache Fläche: {\displaystyle \left({\tfrac {50}{7}}\right)^{2}\approx 7^{2}\approx 50}.
Mit seiner Austrittspupille von ebenfalls 7 mm bringt er Jugendlichen mit dunkelangepasster Pupille einen Faktor 50 oder 4,2 Größenklassen, mit 25 % Lichtverlust noch 3,9 mag. An einem guten Beobachtungsplatz in Mitteleuropa sehen diese damit noch Sterne 9. bis 10. Größe. In die Pupille von Senioren gelangt im Vergleich zu Jugendlichen nur noch die Hälfte des Lichts, sowohl ohne als auch mit Feldstecher, d. h. der relative Verstärkungsfaktor durch den Feldstecher ändert sich nicht; absolut jedoch sehen alte Leute weniger Sterne als jüngere.
Der Magnitudengewinn durch Benutzung eines Fernrohrs kann wie folgt direkt aus den beteiligten Durchmessern berechnet werden:
{\displaystyle m_{\text{gr, mit}}-m_{\text{gr, ohne}}=5\cdot \log _{10}\left({\frac {D_{\text{Obj}}}{D_{\text{Aug}}}}\right)}
Bei einem Achtzöller, dem Standardinstrument der Amateurastronomen, nimmt die ins Auge fallende Lichtmenge wegen der größeren Öffnung von rund 200 mm (eine Vergrößerung von mindestens 30× vorausgesetzt) gegenüber dem o. g. Feldstecher auf das 16fache zu, die Reichweite also um weitere 3 mag. Mit einer Grenzgröße von nunmehr etwa 13 mag (der Lichtverlust ist bei modernen Cassegrain-Systemen geringer) kann man z. B. im Kugelsternhaufen M13 (Sternbild Herkules) schon zahlreiche Sterne am Rand erkennen. Für den Zentralstern im Ringnebel (14,7 mag, d. h. um 1,7 mag lichtschwächer), dessen Aufnahmen an Riesenteleskopen oft zu sehen sind, wäre hingegen ein Teleskopspiegel mit mindestens doppelt so großem Durchmesser erforderlich.

## Weiterführende Modelle: Astroindizes
Die bisher behandelten Zugänge zum Magnitudengewinn fernoptischer Instrumente bleiben insofern unvollständig, als sie zwar die aperturbedingte Lichtmenge, nicht jedoch den Kontrast der Abbildung berücksichtigen. Der Himmelshintergrund weist in einer sternklaren Nacht eine typische Leuchtdichte von 3·10−4 bis 3·10−3 cd/m2 auf. Nimmt mit zunehmender Vergrößerung {\displaystyle V} eines gegebenen optischen Instruments (d. h. mit abnehmendem Durchmesser dessen Austrittspupille) die Flächenhelligkeit des abgebildeten Himmelshintergrunds ab, so steigt der Kontrast zur Sternabbildung, deren Zerstreuungskreis einen (idealerweise) unveränderten Durchmesser aufweist. Aus diesem Grund ist die Grenzgröße nicht nur eine Funktion des Objektivdurchmessers, sondern auch der Vergrößerung des Instruments. Diesem Umstand versucht man mithilfe der Astroindizes – empirisch ermittelten Skalengesetzen zur Fernrohrleistung in Bezug auf Grenzgrößen von Sternen – Rechnung zu tragen. Der kanadische Astronom Roy Bishop führte den visibility factor
{\displaystyle I_{\text{v}}=V\cdot D_{\text{Obj}}}
ein, in dem die Vergrößerung und der Objektivdurchmesser in gleicher Gewichtung auftreten. Ein solcher Astroindex liefert zwar keinen absoluten Wert für die Grenzgröße eines Instruments, dafür jedoch Differenzen von Grenzgrößen unterschiedlicher Instrumente im direkten Vergleich. Hat etwa ein Fernglas der Kennzahl 10×50 einen Leistungsindex von {\displaystyle I_{\mathrm {v} }(10\times 50)=500\,{\text{mm}}}, ein zweites der Kennzahl 20×100 einen Index von {\displaystyle I_{\mathrm {v} }(20\times 100)=2000\,{\text{mm}}}, so ergibt sich ein Magnitudengewinn von
{\displaystyle m_{20\times 100}-m_{10\times 50}={\frac {\log _{10}[I_{\text{v}}(20\times 100)/I_{\text{v}}(10\times 50)]}{\log _{10}2{,}512}}=1{,}51\,{\text{mag}}}
bei Verwendung des größeren 20×100 Instruments über das 10×50 Fernglas. Empirische Beobachtungen mit verschiedenen Ferngläsern bewegten den Amateurastronom Alan Adler dazu, das als Adlerindex oder Astro-Index bekannt gewordene Gesetz
{\displaystyle I_{\text{A}}=V\cdot D_{\text{Obj}}^{1/2}}
vorzuschlagen, in dem die Vergrößerung eine dominantere Rolle für die erreichbare Grenzgröße spielt als der Objektivdurchmesser. Es wurde jedoch von Beat Fankhauser der Einwand vorgebracht, dass der Adlerindex den Erhaltungssatz des Strahlungsflusses verletzt und somit physikalisch inkonsistent ist. Fankhauser zeigte ferner, dass jedes Skalengesetz der allgemeinen Bedingung
{\displaystyle I=\left(V^{a}\cdot D_{\text{Obj}}^{b}\right)^{2/(a+b)}}
mit beliebigen Exponenten {\displaystyle a}, {\displaystyle b} genügen muss, um die Erhaltung des Strahlenflusses zu gewährleisten. Der von ihm vorgeschlagene Index,
{\displaystyle I_{\text{F}}=\left(V^{2}\cdot D_{\text{Obj}}\right)^{2/3}}
erfüllt diese Bedingung und verleiht – wie auch der Adlerindex – der Vergrößerung eine hohe Gewichtung.
Systematischer lassen sich Skalengesetze zu den Grenzgrößen von Sternen aus den Modellen zur Fernrohrleistung und den daraus abgeleiteten Kontrastschwellen, wie etwa von Max Berek vorgeschlagen, herleiten. Eine konsequente Anwendung dieses Zugangs auf die Berechnung von Grenzgrößen am Sternhimmel führt zu dem Index
{\displaystyle I_{\text{B}}=V^{3/4}\cdot D_{\text{Obj}}^{5/4}}
in dem wiederum der Objektivdurchmesser für die Grenzgrößenklasse eine wichtigere Rolle spielt als die Vergrößerung.
Die Vielfalt der in der Fachliteratur gehandelten Astroindizes deutet darauf hin, dass eine Überprüfung der diversen Ansätze zur Berechnung von Grenzgrößen in visuell genutzten Instrumenten anhand präziser Beobachtungsdaten noch aussteht. Am Beispiel publizierter Daten von Grenzgrößen, erhoben mit Ferngläsern verschiedener Kennzahlen und Qualitätsstufen, wurde gezeigt, dass die Streuung der Daten eine belastbare Evaluierung der unterschiedlichen Astroindizes vereitelt. Dies dürfte nicht zuletzt an den unterschiedlichen Qualitätsstandards der Instrumente in Bezug auf Transmission, Abbildungsleistung (d. h. Größe des Zerstreuungskreises der Sternabbildung) oder Kontamination mit Streulicht gelegen haben.